# В добра компания
„В добра компания“ (на английски: In Good Company) е американска романтична трагикомедия от 2004 г., написан и режисиран от Пол Вайц и във филма участват Денис Куейд, Тофър Грейс и Скарлет Йохансон.

## Актьорски състав
| Актьор            | Роля          |
| ----------------- | ------------- |
| Денис Куейд       | Дан Форман    |
| Тофър Грейс       | Картър Дурея  |
| Скарлет Йохансон  | Алекс Форман  |
| Марг Хелгенбъргър | Ан Форман     |
| Кларк Грег        | Марк Стекъл   |
| Дейвид Пеймър     | Морти Уекслър |
| Селма Блеър       | Кимбърли      |
| Тай Бърел         | Енрик Колон   |
| Франки Фейсън     | Коруин        |
| Филип Бейкър Хол  | Юджийн Колб   |
| Ейми Акуино       | Алиша         |
| Лорън Том         | Акушерка      |

## В България
В България филмът е пуснат по кината на 9 март 2006 г. от Диема Вижън. По-късно е издаден на DVD на 23 октомври.
През 2019 г. се излъчва по каналите на bTV Media Group с дублаж на студио Медиа Линк. Екипът се състои от:
| Озвучаващи артисти  | Ани Василева Таня Димитрова Илиян Пенев Иван Танев Васил Бинев |
| Преводач            | Невена Генчева                                                 |
| Тонрежисьор         | Емил Енев                                                      |
| Режисьор на дублажа | Михаела Минева                                                 |